# Schwimmclub Romanshorn
El Schwimmclub Romanshorn es un club acuático suizo en la ciudad de Romanshorn.
Los principales deportes que se practican en el club son natación y waterpolo.

## Historia
El Schwimmclub Romanshorn fue fundado el 16 de mayo de 1912 como Schwimmclub Neptuno Romanshorn, y posteriormente se llamó Schwimmclub Romanshorn.

## Palmarés
- 2 veces campeón de la liga de Suiza de waterpolo masculino (1929 y 1930)